# ハイスコアガール (曲)
「ハイスコアガール」は日本のロックバンド、BURNOUT SYNDROMESの配信限定シングル。2017年9月18日配信開始。

## 解説
本シングルの発売を記念して、期間中に予約、先着500名様限定 スペシャルアナザージャケットステッカーメンバー全員の直筆サインがプレゼントされる。

## 収録曲
1. ハイスコアガール［4:28］